# Yu Suzuki
Yū Suzuki (鈴木 裕, Suzuki Yū) (Kamaishi, 10 juni 1958) is een Japans computerspelontwerper.

## Carrière
Suzuki begon zijn carrière in de computerspelindustrie in 1983 bij Sega, waar hij nog steeds werkt. In die tijd begon hij een aantal arcadespellen te ontwikkelen, waarmee hij al groot succes behaalde. Bekende arcadespellen van zijn hand zijn Space Harrier, Hang-On, Out Run en After Burner. In 1993 bracht hij het spel Virtua Fighter uit, het eerste beat 'em up-spel waarin de personages niet langer bestaan uit 2D-figuren, maar werden berekend als polygonen.
Zijn meest ambitieuze project tot nu toe met een totale kostenpost van 47 miljoen dollar is Shenmue. Het was in die tijd het duurste en meest geavanceerde computerspel, met uitgebreide stemmen en een open wereld waarin de speler vrij kan bewegen. Hoewel het spel, evenals de opvolger Shenmue II, wereldwijd lovende kritieken ontving, behaalde het niet de gewenste verkoopaantallen en de spelserie flopte. Suzuki trok zich daarop voorlopig terug uit de actieve ontwikkeling van consolegames en werkte weer aan arcadespellen. Op 16 juni 2015 startte hij een Kickstarter-campagne voor Shenmue III, die zeer positief werd ontvangen. Het spel is uitgekomen op 19 november 2019.

## Werken
Een lijst van spellen die zijn bedacht of geproduceerd door Suzuki:
- Space Harrier (1985)
- Hang-On (1985)
- Out Run (1986)
- Super Hang-On (1986)
- After Burner (1987)
- Power Drift (1988)
- Turbo Outrun (1989)
- Virtua Racing (1992)
- Virtua Fighter (1993)
- Virtua Cop (1994)
- Virtua Fighter 2 (1994)
- Virtua Cop 2 (1995)
- Virtua Fighter 3 (1996)
- Virtua Fighter 3 Team Battle (1997)
- Ferrari F355 Challenge (1999)
- Shenmue (1999)
- Shenmue II (2001)
- Virtua Fighter 4 (2001)
- Shenmue III (2019)